# Zuidelijke wikke-uil
De zuidelijke wikke-uil(Tathorhynchus exsiccata) is een vlinder uit de familie van de spinneruilen (Erebidae). De wetenschappelijke naam van de soort is voor het eerst geldig gepubliceerd in 1855 door Lederer.
Deze nachtvlinder komt voor in Europa.